# 프로포즈 데이
《프로포즈 데이》(Leap Year)는 아넌드 터커가 감독을 맡고 에이미 애덤스와 매슈 구드가 출연한 2010년에 개봉한 미국의 로맨틱 코미디 영화이다. 이 영화는 아일랜드 전통 중에서 남자가 여자의 청혼을 거부하지 못하는 윤년에 자신의 남자 친구에게 결혼 프로포즈를 하기 위해 아일랜드를 향하는 한 여인의 영화이다. 그녀의 계획은 여러 예상밖의 사건들로 가로막히게 되고 더 나아가 그녀가 더블린까지 데려가주기로 고용한 잘생긴 여관주인과 문제가 생기게 된다. 2010년 1월 6일에 뉴욕에서 첫 개봉을 하였다.

## 캐스팅
- 에이미 아담스 - 애나 브래디(Anna Brady)
- 매튜 구드 - 데클런 오컬러헌(Declan O'Callaghan)
- 애덤 스콧 - 제레미 슬론(Jeremy Sloane)
- 존 리스고 - 잭 브래디(Jack Brady)
- 케이틀린 올슨 - 리비(Libby)
- 노엘 오도너번 - 셰이머스(Seamus)
- 토니 로어 - 프랭크(Frank)
- 팻 라판 - 도널(Donal)
- 앨런 데블린 - 조(Joe)
- 이완 메켈리니 - 성직자
- 도미니크 맥엘리곳 - 신부
- 마크 오리건 - 캡틴
- 매기 맥카시 - 에일린
- 피터 오메라 - 론(Ron)
- 맥더러 오 파다타 - 말론 신부
- 리자 로스 - 에디스
- 마샤 워렌 - 에델
- 마이클 J. 레이놀즈 - 제롬
- 벤 캐플란 - 리터
- 캐서린 워커 - 캘레이
- Michael Fitzgerald (Iowa politician) - 퍼거스
- 브라이언 밀리건 - 보보
- 플라마니아 신큐 - 칼라
- 빈센조 니콜리 - 스테파노
- 사라 해드랜드 - 게일릭 항공 담당자
- 데이빗 헬리히 - 랜드로드
- 데이빗 핀 - 에이전트
- 말리 해리스 - 게일릭 항공 담당자
- 브레프니 맥켄나 - 토모
- 가브리엘라 가비타스 - 아내
- 로버트 배넌 - 웨이터
- 로먼 스테판스키 - 남편
- 마틴 셔만 - 가이
- 리암 켈리 - 도어맨
- 팻 디리 - 술 취한 손님
- 존 버크 - 술 취한 손님
- 루스 맥길 - 마을의 여자
- 디클란 밀스 - 재단사